# Quinto Pedio
Quinto Pedio (in latino Quintus Pedius; ... – 43 a.C.) è stato un militare e politico romano, nipote di Gaio Giulio Cesare, sotto cui servì durante le campagne militari di conquista della Gallia (58 51/50 a.C.).

## Biografia
Figlio di Marco Pedio e di Giulia maggiore, sorella di Cesare e fratello, forse minore, di Lucio Pinario, aveva servito come generale durante la conquista della Gallia. Durante la guerra civile tra Cesare e Pompeo, rimase al fianco dello zio. Nominato coerede del patrimonio di Cesare assieme al fratello e al nipote, fu dapprima Pretore nel 48 a.C., quindi fu eletto console nel 43 a.C., insieme al nipote Ottaviano. Durante il consolato fece votare la Lex Pedia che decretava l'esilio per tutti i cesaricidi, tra i quali vi erano Servio Sulpicio Galba e Gneo Domizio Enobarbo. Quinto Pedio morì improvvisamente prima della fine del consolato, senza perciò riuscire a frenare il clima di vendette politiche instaurato dai triunviri. Appiano attesta che aveva intenzione di limitare le proscrizioni ai soli 17 personaggi più coinvolti. È stata avanzata l'ipotesi che si sarebbe suicidato per non vedere il proprio nome mischiato con gli eccessi delle proscrizioni, per altri invece la sua morte fu conseguenza delle tensioni emotive per tale causa.
Pedio sposò una nobildonna romana chiamata Valeria, una delle sorelle del senatore romano Marco Valerio Messalla Corvino, figlia di Marco Valerio Messalla Niger e sua moglie, Polla. Pedio e Valeria ebbero almeno un figlio, di nome Quinto Pedio Publicola. Publicola diventò un senatore romano, che si distingue con la sua oratoria. Plinio il Vecchio nella sua Naturalis Historia menziona che Quinto Pedio aveva un nipote, anch'egli chiamato Quinto Pedio, che era sordo e si distingue come il primo esempio di una persona sorda di cui si ricorda la fama.